# Jim Jones
James Warren Jones (13 tháng 5 năm 1931 – 18 tháng 11 năm 1978) là một nhà truyền giáo đã trở thành người lãnh đạo giáo phái, người đã âm mưu thực hiện một vụ giết người tự sát hàng loạt với những người đi rừng ở Jonestown, Guyana. Ông đã ra mắt Đền thờ nhân dân ở Indiana trong những năm 1950. Ông chuyển hội chúng của mình đến California vào năm 1965 và nổi tiếng với các hoạt động tại San Francisco vào những năm 1970. Sau đó, ông rời Hoa Kỳ, đưa nhiều thành viên đến một xã rừng Guyana.
Năm 1978, báo cáo phương tiện truyền thông nổi lên về sự vi phạm nhân quyền trong Đền thờ nhân dân ở Jonestown. Đại diện Hoa Kỳ Leo Ryan dẫn đầu một phái đoàn đến xã để điều tra. Ryan và những người khác đã bị giết bởi tiếng súng trong khi lên chuyến bay trở về với một số thành viên giáo phái cũ muốn rời đi. Sau đó, Jones đã ra lệnh và có khả năng cưỡng chế một vụ tự sát hàng loạt và giết hại hàng loạt 918 thành viên xã, trong đó có 304 trẻ em, hầu hết đều do Flavor Aid sử dụng xyanua.